# 1986 en rugby à XV
Cette page présente les faits marquants de l'année 1986 en rugby à XV : les principales compétitions et évènements liés au rugby à XV et rugby à sept ainsi que les décès de grandes personnalités de ces sports.

## Événements

### Mars
- La France et l'Écosse remportent conjointement le Tournoi, avec trois victoires chacun
  - Article détaillé : Tournoi des Cinq Nations 1986

### Mai
- 1 mai : Montferrand bat Grenoble 22-15 en finale du Challenge Yves du Manoir[1].
- 24 mai : le Stade toulousain est champion de France après avoir battu le SU Agen 16-6 en finale[2].
- ? mai : Dixième édition de la Coupe Ibérique. Les Espagnols du CR Cisneros l'emportent 13-10 face aux Portugais du CDU Lisboa, glanant ainsi leur deuxième titre dans la compétition.

## Principales naissances
- jour inconnu : Alexia Cerenys première joueuse française de rugby à XV transgenre.
- 2 janvier : Lasha Malaguradze, demi d'ouverture international géorgien à 100 reprises, naît à Tbilissi.
- 19 janvier : Mikhail Babaev, centre international russe à 71 reprises, naît à Krasnoznamensk.
- 21 janvier : Shota Horie, talonneur international japonais à 62 reprises, naît à Suita.
- 22 janvier : Fanny Horta, joueuse française de rugby à XV et à sept, naît à Perpignan.
- 5 février : Sekope Kepu, pilier international australien à 110 reprises, naît à Sydney.
- 5 février : Louis Picamoles, troisième ligne international français à 82 reprises, naît à Paris.
- 18 février : Anthony Pradalie, pilier international espagnol à 14 reprises, naît à Pau.
- 24 mars : Dylan Hartley, talonneur international anglais à 97 reprises, naît à Rotorua.
- 26 mars : Rob Kearney, arrière international irlandais à 95 reprises, naît sur la péninsule de Cooley.
- 31 mars : Viktor Gresev, troisième ligne international russe à 107 reprises, naît à Leningrad.
- 7 avril : Napolioni Nalaga, ailier international fidjien à 20 reprises, naît à Sigatoka.
- 20 avril : Dominiko Waqaniburotu, troisième ligne international fidjien à 51 reprises, naît à Suva.
- 28 avril : DTH van der Merwe, ailier international canadien à 61 reprises, naît à Worcester.
- 30 avril : WP Nel, pilier international écossais à 54 reprises, naît à Loeriesfontein.
- 6 mai : Seán Cronin, talonneur international irlandais à 72 reprises, naît à Limerick.
- 28 mai : Berrick Barnes, demi d'ouverture international australien à 51 reprises, naît à Brisbane.
- 1 juin : Ben Smith, arrière international néo-zélandais à 84 reprises, naît à Dunedin.
- 4 juin : Chris Robshaw, troisième ligne international anglais à 66 reprises, naît à Surrey.
- 17 juin : Guilhem Guirado, talonneur international français à 74 reprises, naît à Céret.
- 29 juin : Devin Toner, deuxième ligne international irlandais à 70 reprises, naît à Moynalvey.
- 3 juillet : Duane Vermeulen, troisième ligne international sud-africain à 61 reprises, naît à Nelspruit.
- 11 juillet : Api Ratuniyarawa, deuxième ligne international fidjien à 43 reprises, naît à Sigatoka.
- 12 juillet : JP Pietersen, ailier international sud-africain à 70 reprises, naît à Stellenbosch.
- 26 juillet : Florin Vlaicu, arrière international roumain à 130 reprises, naît à Bucarest.
- 8 août : Huriana Manuel, centre internationale néo-zélandaise à 27 reprises, naît à Auckland.
- 10 août : Eugene Jantjies, demi de mêlée international namibien à 70 reprises, naît à Gobabis.
- 5 septembre : Cătălin Fercu, arrière international roumain à 109 reprises, naît à Brașov.
- 24 septembre : John Barclay, troisième ligne international écossais à 76 reprises, naît à Hong Kong.
- 18 octobre : Collins Injera, joueur kényan de rugby à sept, naît à Nairobi.
- 29 octobre : Mihai Macovei, troisième ligne international roumain à 102 reprises, naît à Gura Humorului.
- 8 novembre : Jamie Roberts, centre international gallois à 94 reprises, naît à Newport.
- 11 novembre : François Trinh-Duc, demi d'ouverture international français à 66 reprises, naît à Montpellier.
- 16 novembre : Maxime Médard, arrière international français à 63 reprises, naît à Toulouse.
- 10 décembre : Dane Coles, talonneur international néo-zélandais à 82 reprises, naît à Paraparaumu.
- 24 décembre : Charlie Faumuina, pilier international néo-zélandais à 50 reprises, naît à Auckland.

## Principaux décès
- 25 janvier : Maurice Lira, deuxième ligne international français à 13 reprises, décède à La Voulte-sur-Rhône.
- 21 mars : Chris Koch, pilier international sud-africain à 22 reprises, décède à Moorreesburg.
- 4 mai : Robert Samatan, ailier international français à 10 reprises, décède à Antibes.
- 27 août : George Nepia, arrière international néo-zélandais à 9 reprises, décède à Ruatoria.
- 1 septembre : Robert Vigier, talonneur international français à 24 reprises, décède à Clermont-Ferrand.
- 18 décembre : Harry Lind, centre international écossais à 16 reprises, décède à Dunfermline.